# Kovasiluš
Kovasiluš(mađ. Kővágószőlős) je selo u južnoj Mađarskoj.
Zauzima površinu od 18,25 km četvornih.

## Zemljopisni položaj
Nalazi se na 46° 5' sjeverne zemljopisne širine i 18° 8' istočne zemljopisne dužine, podno Jakab-hegya. Abaliget je 5 km sjeverno, Bakonya je 2 km zapadno, Čerkut je 2 km jugoistočno, zapadno pečuško predgrađe Zsebedomb je 3 km prema jugoistoku, a sami Pečuh je udaljen 5 km u istom pravcu.

## Upravna organizacija
Upravno pripada Pečuškoj mikroregiji u Baranjskoj županiji. Poštanski broj je 7673. 

## Kulturni spomenici
- humke iz brončanog doba
- starorimska vila

## Stanovništvo
Kovasiluš ima 1343 stanovnika (2001.).

## Vanjske poveznice
- (mađ.) Kővágószőlős Önkormányzatának honlapja
- (mađ.) Kővágószőlős a Vendégvárón  Arhivirana inačica izvorne stranice od 6. studenoga 2005. (Wayback Machine)
- Kovasiluš na fallingrain.com